# Tacken konungarnas Konung
Tacken konungarnas Konung är en lovsång och lovpsalm av Fredrik Engelke från 1883. 
Melodi (3/4, F-dur) är av Philip Paul Bliss från 1876, samma som till Jesus Kristus är uppstånden. I Missionsförbundets sångbok 1894 används i stället Joseph Haydns Kejsarkvartett, eller som den är mer känd som, Deutschland, Deutschland über alles som melodi. 

## Publicerad i
- Nr 219 i Svenska Missionsförbundets sångbok 1894 under eubriken "Guds frälsande nå. Trosvisshet. " (Melodi av Haydn)
- Nr 11 i Svenska Missionsförbundets sångbok 1920 under rubriken "Guds härlighet".
- Nr 12 i Lova Herren 1988 under rubriken "Guds lov". (Melodi av Bliss)